# San Lorenzo Nuovo
San Lorenzo Nuovo – miejscowość i gmina we Włoszech, w regionie Lacjum, w prowincji Viterbo.
Według danych na rok 2004 gminę zamieszkiwało 2066 osób, 76,5 os./km².